# Roy Thomas Baker

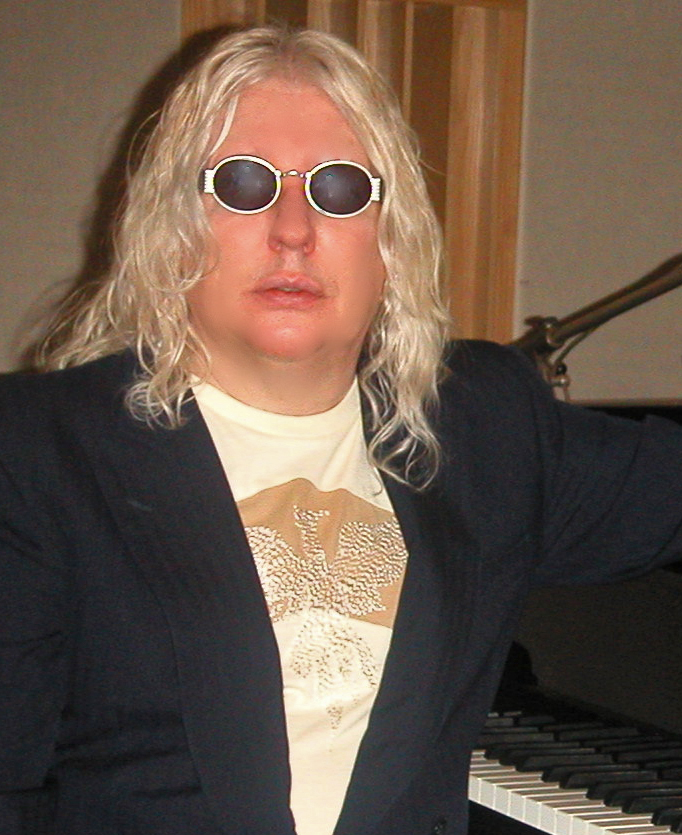
Roy Thomas Baker

Roy Thomas Baker (ur. 10 listopada 1946 w Londynie, zm. 12 kwietnia 2025 w Lake Havasu City) – brytyjski producent muzyczny, znany głównie ze swojej działalności w latach 70. Współprodukował utwór Bohemian Rhapsody Queen, pracował także z Guns N’ Roses, The Who, The Rolling Stones, Davidem Bowiem, The Cars, Foreigner, Journey, Ozzym Osbournem, T. Rex, Devo, The Stranglers, Dusty Springfield, T’Pau, Starcastle, Yes, Cheap Trick, Gasolin' i The Darkness. Ostatnio pracował z The Smashing Pumpkins nad ich albumem Zeitgeist.
W wieku 14 lat zaczął pracować w Decca Records w Anglii, a później trafił do Trident Studios, gdzie pracował m.in. z Gusem Dudgeonem i Tonym Viscontim.

## Dyskografia
Albumy, które współprodukował Roy Thomas Baker:
- Gasolin': Gasolin' 3 (1973)
- Gasolin': Gasolin' Stakkels Jim (1974)
- Queen: Queen (1973)
- Queen: Queen II (1974)
- Queen: Sheer Heart Attack (1974)
- Queen: A Night at the Opera (1975)
- Jet: Jet (1975)
- Ian Hunter: All-American Alien Boy (1976)
- Dusty Springfield: It Begins Again (1978)
- Journey: Infinity (1978)
- The Cars: The Cars (1978)
- Queen: Jazz (1978)
- Journey: Evolution (1979)
- The Cars: Candy-O (1979)
- The Cars: Panorama (1980)
- The Cars: Shake It Up (1981)
- Devo: Oh, No! It's Devo (1982)
- Cheap Trick: One on One (1982)
- T’Pau: Bridge of Spies (T’Pau w USA) (1987)
- Dangerous Toys: Hellacious Acres (1989)
- Slade: You Boyz Make Big Noize
- The Stranglers: 10 (1989)
- Split Shift: Tension (2004)
- The Darkness: One Way Ticket to Hell... And Back (2005)
- The Smashing Pumpkins: Zeitgeist (2007)
- The Storm: „When the storm meets the ground” (2008)
- The Smashing Pumpkins: „American Gothic” (2008)